# Philip Kapleau
Philip Kapleau (ur. 20 sierpnia 1912 w New Haven w stanie Connecticut, USA, zm. 6 maja 2004 w Rochester) – amerykański nauczyciel buddyzmu zen w tradycji Sanbō Kyōdan, łączącej szkoły sōtō i rinzai.

## Życiorys
Ukończył prawo. Pracował jako reporter sądowy. Po 1945 był amerykańskim sprawozdawcą z procesów zbrodniarzy hitlerowskich w Norymberdze oraz procesu japońskich zbrodniarzy wojennych w Tokio. Procesy te wywołały w nim głęboki wstrząs, budząc pytania dotyczące znaczenia życia i śmierci.
Z tego powodu porzucił swój zawód i w 1953 rozpoczął w Japonii praktykę zen kolejno u trzech mistrzów: Soena Nakagawy, Daiuna Sogaku Harady i Hakuuna Yasutaniego. Rosiemu Yasutaniemu, u którego praktykował przez 10 lat, służył również jako tłumacz podczas rozmów z uczniami i uczennicami z Zachodu. W 1965 Kapleau został wyświęcony na kapłana i uzyskał pozwolenie nauczania. W tym samym roku ukazało się pierwsze wydanie Trzech filarów zen. W 1966 powrócił do USA i tam w Rochester (w stanie Nowy Jork) założył ośrodek zen. Przy ośrodku jest afiliowanych wiele grup w: USA, Kanadzie, Meksyku, Kostaryce, Kolumbii, Hiszpanii, Niemczech, Szwecji i Polsce.
Do Polski Philip Kapleau został zaproszony przez Andrzeja Urbanowicza i Urszulę Broll–Urbanowicz. Po jego pierwszej wizycie w Polsce w 1975 r., w pracowni Urszuli i Andrzeja Urbanowicz na ul. Piastowskiej 1 w Katowicach, odbyło się zebranie założycielskie Koła Zen - Wspólnoty Buddyjskiej. Złożona została petycja do władz o rejestracje, ale decyzja była negatywna. Dopiero w grudniu 1980 r. grupa uzyskała status prawny jako Związek Buddystów Zen „Sangha”, przemianowany następnie na ZBZ „Bodhidharma”.
Kapleau zmarł w założonym przez siebie ośrodku Rochester Zen Center w wieku 91 lat. Cierpiał na chorobę Parkinsona.

## Twórczość
Philip Kapleau jest autorem kilku książek, z których cztery zostały przełożone na polski: 
- Trzy filary Zen, przeł. Jacek Dobrowolski, Wydawnictwo Pusty Obłok, Warszawa 1988, ISBN 83-85041-02-8 (wyd. oryg. 1965)
- Koło życia i śmierci, przeł. Zbigniew Miłuński, Wydawnictwo Pusty Obłok, Warszawa 1986, ISBN 83-00-02266-X (wyd. oryg. 1972)
- Zen: świt na zachodzie, przeł. Jacek Dobrowolski, Wydawnictwo Pusty Obłok, Warszawa 1985, ISBN 83-00-02243-0 (wyd. oryg. 1979)
- Ochraniać wszelkie życie: buddyjski podręcznik do wegetarianizmu, przeł. Zbigniew Becker, Wydawnictwo Pusty Obłok, Warszawa 1985, ISBN 83-00-02247-3 (wyd. oryg. 1980)

Trzy filary zen (1965) była jedną z pierwszych wydanych na Zachodzie książek prezentujących zen nie tylko jako filozofię, lecz przede wszystkim od strony praktycznej. Obok Umysłu zen, umysłu początkującego Shunryu Suzukiego jest uznawana za pozycję, która w największym stopniu ukształtowała odbiór zen na Zachodzie. Książka zawiera m.in. wykłady rosiego Yasutaniego wprowadzające do praktyki zen, zapis formalnych rozmów (dokusan) Yasutaniego z uczniami z Zachodu oraz mowę i listy XIV-wiecznego mistrza Bassui. Trzy filary zen zostały przełożone na 12 języków.
Koło życia i śmierci (1972) to dokonany przez Kapleau przy współpracy Patersona Simonsa wybór buddyjskich tekstów na temat śmierci, odradzania się i umierania. Z kolei Ochraniać wszelkie życie (1980) prezentuje zakorzenione w etyce buddyjskiej argumenty za wegetarianizmem.

## Kontrowersje
Niektóre buddyjskie organizacje w Japonii kwestionują uprawnienia Kapleau do udzielania przekazów Dharmy. Podkreślają, że Kapleau nie ukończył formalnego treningu i w efekcie nie otrzymał końcowego certyfikatu nauczycielskiego od swojego nauczyciela. Sam Kapleau jako przyczynę swojego rozstania z Yasutanim wskazywał sprzeciw nauczyciela wobec jego propozycji „uzachodnienia” zen, m.in. śpiewania Sutry serca w języku angielskim, a nie po japońsku.